# Colposcenia osmanica
Colposcenia osmanica är en insektsart som beskrevs av Vondracek 1953. Colposcenia osmanica ingår i släktet Colposcenia och familjen rundbladloppor. Inga underarter finns listade i Catalogue of Life.